# Prénovel
Prénovel est une ancienne commune française située dans le département du Jura en région Franche-Comté, devenue, le 1er janvier 2016, une commune déléguée de la commune nouvelle de Nanchez.

## Géographie

### Localisation
Prénovel fait partie du Parc naturel régional du Haut-Jura.

## Politique et administration
| Période   | Période                    | Identité              | Étiquette | Qualité |
| --------- | -------------------------- | --------------------- | --------- | ------- |
| mars 2001 | mars 2008                  | Suzanne Fauquembergue |           |         |
| mars 2008 | mars 2014                  | Rémy Golden           |           |         |
| mars 2014 | En cours (au 30 mars 2014) | Christian Bruneel     |           |         |

## Démographie
L'évolution du nombre d'habitants est connue à travers les recensements de la population effectués dans la commune depuis 1793. Pour les communes de moins de 10 000 habitants, une enquête de recensement portant sur toute la population est réalisée tous les cinq ans, les populations de référence des années intermédiaires étant quant à elles estimées par interpolation ou extrapolation. Pour la commune, le premier recensement exhaustif entrant dans le cadre du nouveau dispositif a été réalisé en 2005.
En 2016, la commune comptait 275 habitants, en évolution de −8,03 % par rapport à 2010 (Jura : −0,81 %, France hors Mayotte : +2,11 %).
| 1793 | 1800 | 1806 | 1821 | 1831 | 1836 | 1841 | 1846 | 1851 |
| ---- | ---- | ---- | ---- | ---- | ---- | ---- | ---- | ---- |
| 362  | 384  | 428  | 447  | 452  | 427  | 407  | 397  | 383  |

| 1856 | 1861 | 1866 | 1872 | 1876 | 1881 | 1886 | 1891 | 1896 |
| ---- | ---- | ---- | ---- | ---- | ---- | ---- | ---- | ---- |
| 345  | 334  | 312  | 281  | 270  | 270  | 258  | 242  | 239  |

| 1901 | 1906 | 1911 | 1921 | 1926 | 1931 | 1936 | 1946 | 1954 |
| ---- | ---- | ---- | ---- | ---- | ---- | ---- | ---- | ---- |
| 217  | 239  | 255  | 276  | 230  | 220  | 232  | 235  | 218  |

| 1962 | 1968 | 1975 | 1982 | 1990 | 1999 | 2005 | 2006 | 2010 |
| ---- | ---- | ---- | ---- | ---- | ---- | ---- | ---- | ---- |
| 248  | 215  | 189  | 213  | 264  | 296  | 310  | 309  | 299  |

| 2015 | 2016 | - | - | - | - | - | - | - |
| ---- | ---- | - | - | - | - | - | - | - |
| 278  | 275  | - | - | - | - | - | - | - |

## Culture locale et patrimoine

### Lieux et monuments

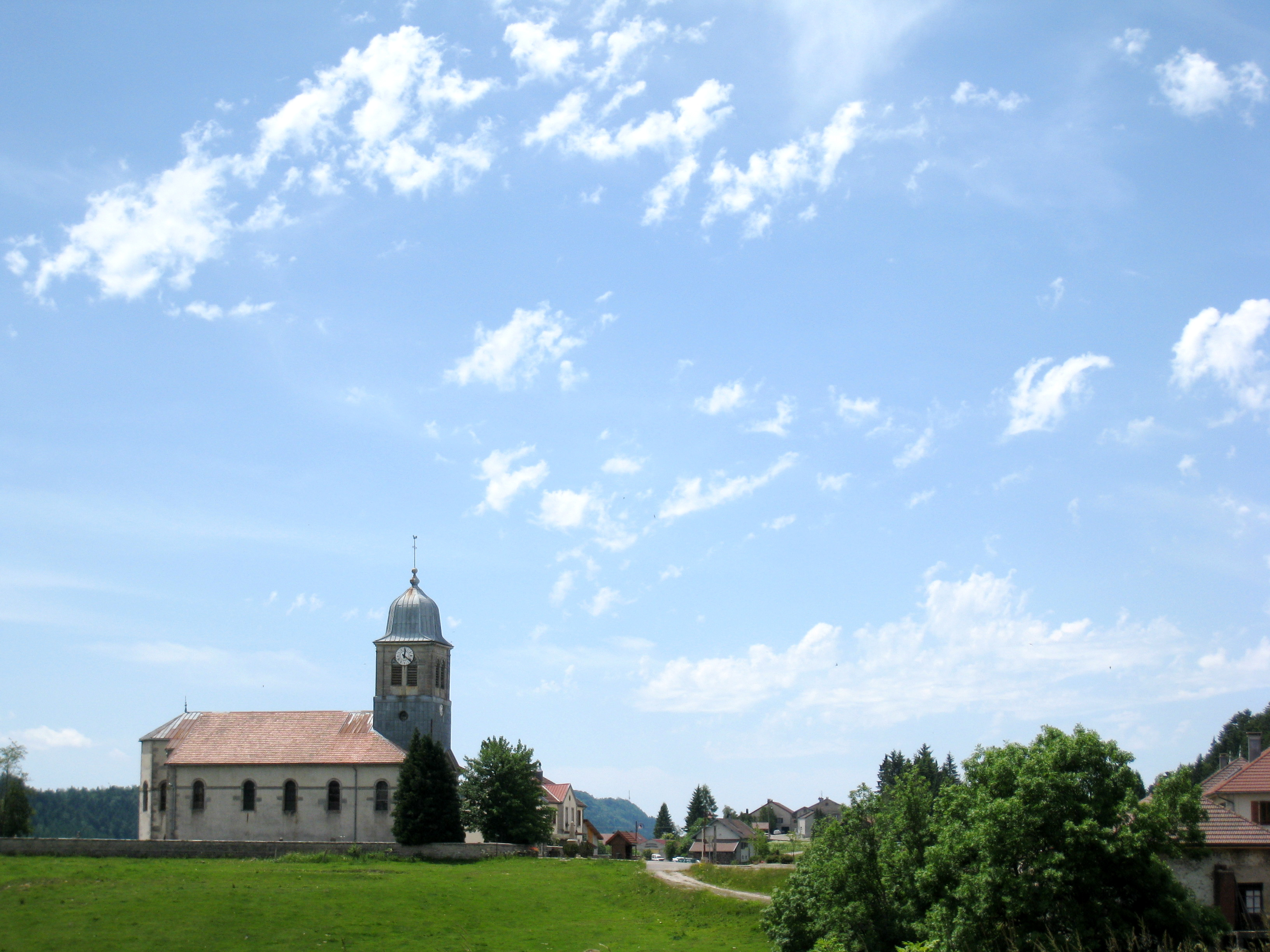
L'église.

- Prénovel-Les Piards est un centre de ski de fond qui fait partie de l'espace nordique jurassien[6].

L'église de Prénovel en hiver.

- Col de la Joux sur la RD 28, emprunté par la 8e étape du Tour de France 2017 et classé en troisième catégorie au Grand prix de la montagne.
- Réserve naturelle régionale des tourbières du bief du Nanchez